# Miina Sillanpää
Miina Sillanpää (à l'origine Vilhelmiina Riktig), née le 4 juin 1866 à Jokioinen et morte le 3 avril 1952 à Helsinki, est une femme politique finlandaise. Elle est la première femme ministre et une figure importante du mouvement ouvrier de son pays, aux côtés d'Anni Huotari et Ida Aalle-Teljo.

## Enfance
Miina Riktig est née en 1866, pendant les années de famine (1860–1868). Issue d'une famille modeste de paysans et septième d'une fratrie de neuf enfants, elle est la fille de Juho et Leena (née Roth) Riktig.

## Carrière professionnelle
Elle commence à travailler à l'âge de 12 ans dans l'usine de coton de la ville voisine de sa commune d’origine, Forssa, et plus tard dans la clouterie de Jokioinen. À l'âge de 18 ans, elle part à Porvoo, pour y travailler en tant qu'employée de maison. Elle en profite pour changer son prénom : de Vilhelmiina Riktig, elle devient Miina Sillanpää.
Entre 1900 et 1915, elle travaille comme responsable de la maison de l'association des ouvrières et domestiques de Helsinki, ainsi qu'à l'agence d'emploi de cette association. Miina Sillanpää est inspectrice des restaurants et cafés de la coopérative d’Elanto (à Helsinki) de 1916 à 1932 et secrétaire de l'association des travailleuses du Parti social-démocrate de 1932 à 1936.
Miina Sillanpää n'a pas fait beaucoup d'études - elle est plutôt autodidacte. Elle suit seulement des cours ponctuels donnés par des enseignants itinérants (kiertokoulu) et fréquente l'école de son usine.

## Carrière politique

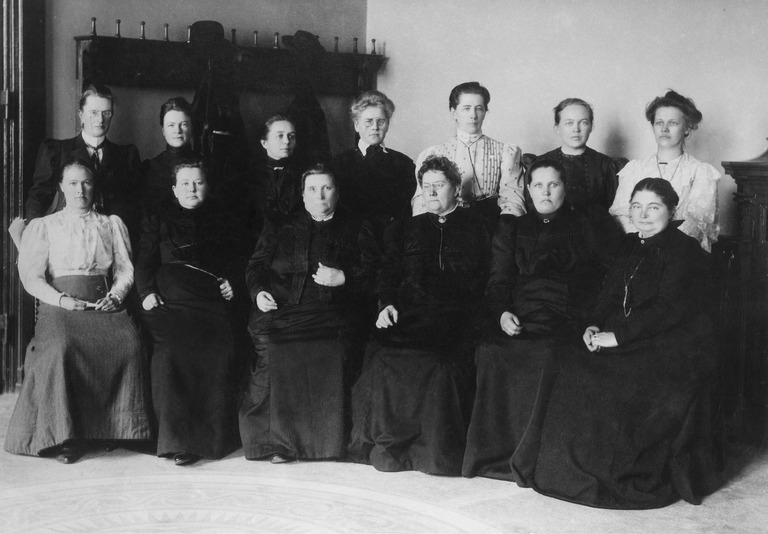
Miina Sillanpää parmi une partie des femmes élues députées en 1907 (deuxième rang, cinquième en partant de la gauche).

Miina Sillanpää n'est pas une théoricienne politique, mais devient une militante active, passant d'organisations sociales d'entraide au Parti social-démocrate. Elle devient l'une des dix-neuf premiers membres féminines (sur 200 députés) du Parlement de la Finlande élues en 1907. Les femmes venaient d'obtenir le droit de vote et d'éligibilité. Elle reste ensuite députée pendant 38 ans (1907-1910, 1914-1914, 1917-1917, 1919-1932 et 1936-1947).
Pendant la guerre civile finlandaise de 1918, après la déclaration d'indépendance de décembre 1917, plusieurs personnalités politiques sociales-démocrates se rangent du côté des gardes rouges, qui tentent d'instaurer un régime communiste. Après l'échec de cette armée révolutionnaire, elles sont envoyés en prison ou doivent s'exiler en Russie soviétique. Miina Sillanpää ne se compromet pas dans ces violences, et garde la confiance de la communauté finlandaise. Cette guerre civile a fortement divisé le pays. La société finit par se ressouder au travers de compromis sociaux basés sur une culture, notamment, de modération politique.
Elle fait campagne en faveur d'une législation du travail et plus particulièrement pour les femmes seules. Dans les années 1930, elle est très impliquée dans l’organisation Ensikoti, qui héberge les mères seules avec des enfants. Elle devient une membre éminente du Parti social-démocrate, et, de 1932 à 1936, la présidente de l'association des femmes social-démocrates. Elle s'investit également dans la politique municipale d'Helsinki. Elle porte la voix des employés domestiques et des ouvriers, mais incarne aussi un certain pragmatisme politique,.
Elle contribue à différentes revues syndicalistes ou sociales-démocrates, telles que le magazine Palvelijatar (« La Servante ») de 1905 à 1906, le magazine Työläisnainen (« La Travailleuse active ») de 1907 à 1916, et le magazine Toveritar (« La Camarade ») de 1922 à 1943.
Après les élections législatives de 1926, le social-démocrate Väinö Tanner devient Premier ministre. Il nomme Miina Sillanpää vice-ministre des Affaires sociales dans son gouvernement, qui siège pendant un peu plus d'un an. Ainsi, elle devient la première femme ministre de l'histoire du pays.
Elle est également élue membre du conseil des grands électeurs qui, jusqu'en 1988, désignent le président de la Finlande. Elle remplit cette fonction en 1925, 1931, 1937, 1940 et 1943.

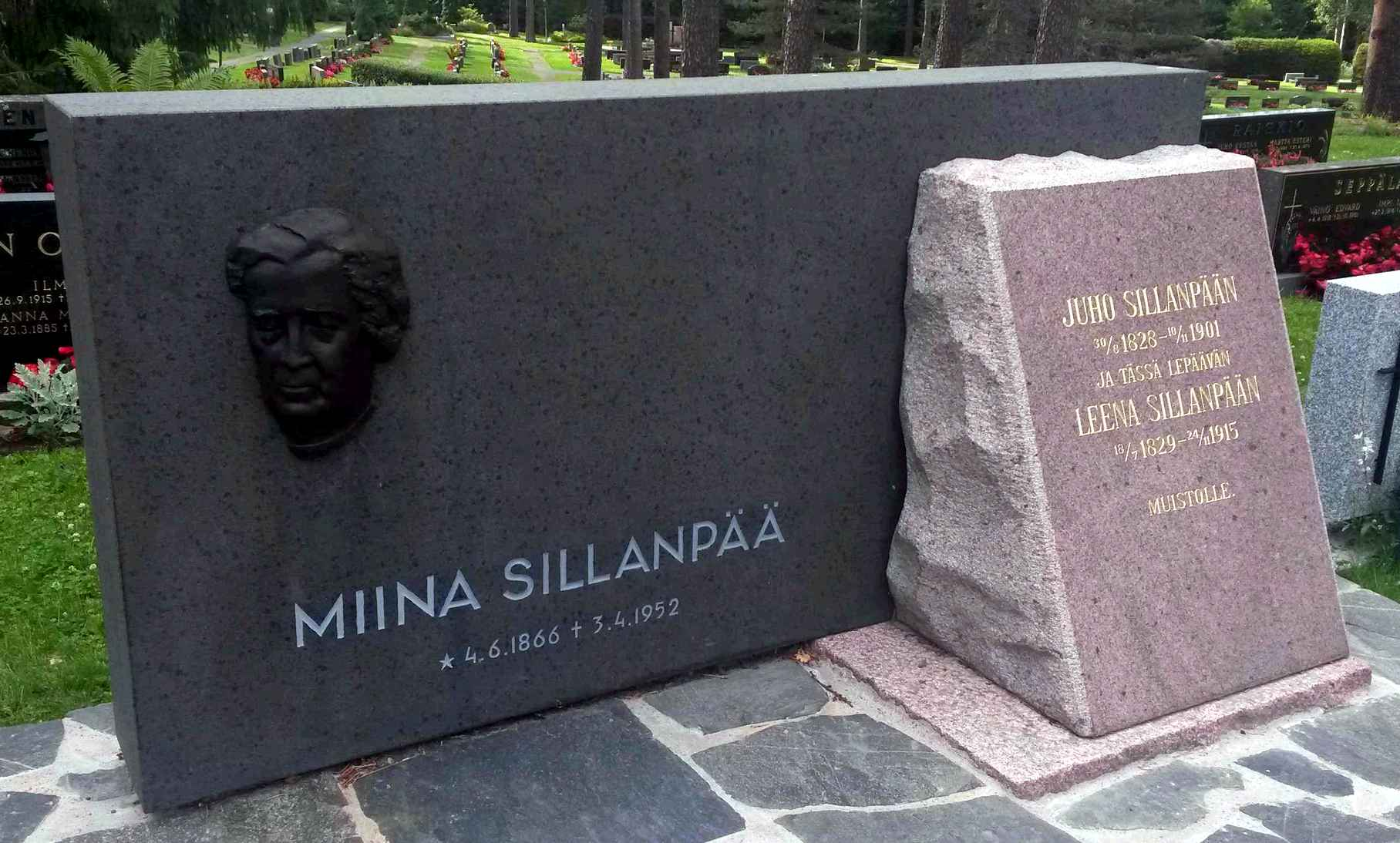
Tombe de Miina Sillanpää, Juho Sillanpää (son père, 1828–1901) et Leena Sillanpää (sa mère, 1829–1915) à côté de l'église de Jokioinen.

Elle meurt en 1952 à Helsinki, âgée de 82 ans.

### Autres sources
- (fi) Oma Mäkikossa, Yhteiskunnalle omistettu elämä. Miina Sillanpään elämän ja työn vaiheita, Tammi 1947
- (fi) Martta Salmela-Järvinen, Miina Sillanpää, legenda jo eläessään, WSOY-Porvoo 1973
- (fi) Irma Sulkunen, Naisen kutsumus Miina Sillanpää ja sukupuolten maailmojen erkaantuminen, Hanki ja jää, 1989
- (fi) Miina Sillanpään bibliografia. Miina Sillanpään Säätiön julkaisusarja A:1. Vammalan Kirjapaino 1989